# Lorenzo Music
Gerald David Music, mer känd som Lorenzo Music född 2 maj 1937, död 4 augusti 2001, var en amerikansk skådespelare, röstskådespelare, författare, TV-producent och musiker. Han är mest känd som rösten bakom katten Gustaf i den tecknade TV-serie i den engelskspråkiga versionen av serien med samma namn. Han har även varit röster i serier som Jetsons, Pac-Man, Darkwing Duck och The Real Ghostbusters.